# Quarta guerra macedonica
La quarta guerra macedonica fu un conflitto che nel 149-148 a.C. oppose la Repubblica romana ai ribelli macedoni guidati da Andrisco, proclamatosi re di Macedonia col nome di Filippo VI. La guerra si concluse con la definitiva sottomissione della Macedonia e la sua riduzione a provincia.

## Antefatti
Dopo la terza guerra macedonica e la sconfitta del re Perseo, la monarchia macedone era stata abolita. Il vecchio regno non era stato però ridotto a provincia dal vincitore di Pidna Lucio Emilio Paolo, ma suddiviso in quattro confederazioni repubblicane (μερίδες), aventi centro rispettivamente ad Anfipoli, Pella, Pelagonia e Tessalonica, ciascuna governata da un sinedrio di delegati dei singoli membri; un potente fattore di divisione fu il divieto imposto ai cittadini di una data confederazione di sposarsi o commerciare con quelli di un'altra. Inoltre il Senato aveva ordinato la chiusura delle miniere d'oro e d'argento della regione, mentre l'imposta fondiaria prima pagata ai sovrani era stata destinata a Roma (sebbene dimezzata).
Un tale ordinamento ovviamente aveva provocato un profondo malcontento nella popolazione e la volontà di riscatto contro gli odiati Romani. Andrisco, un macedone di umili origini, si fece paladino di questo risentimento: sfruttando la sua somiglianza con il vecchio re Perseo, proclamò di essere il figlio di quest'ultimo, Filippo. Andrisco aveva tentato di ottenere l'appoggio del re seleucide Demetrio I, il quale tuttavia non solo non l'aveva aiutato, ma l'aveva consegnato ai Romani (153 a.C.) perché lo tenessero d'occhio. Andrisco era però riuscito a fuggire dall'Italia e si era diretto in Asia Minore; qui aveva ottenuto l'appoggio della vecchia concubina di Perseo, che gli aveva consegnato le insegne regali e del denaro. Era pronto per tentare la conquista del regno macedone.

## Operazioni militari
Nel 149 a.C. Andrisco si diresse in Tracia, dove si diede al brigantaggio nella zona di confine tra Macedonia e Tessaglia. Presi contatti con due principi traci, Tere e Barsada, li convinse del suo lignaggio reale e assoldò i loro uomini per invadere la Macedonia. Accolto come liberatore dall'oppressione romana, la sua presenza infiammò gli spiriti nazionalistici e indipendentistici della popolazione. Il Senato inviò il legato Publio Cornelio Scipione Nasica Corculo per risolvere la situazione, ma questi sottovalutò la pericolosità di Andrisco, considerandolo un semplice brigante e, venendo sconfitto tra lo sgomento generale, consentì ad Andrisco di acquisire ancora maggiore popolarità.
Forte dell'appoggio di tutto il popolo macedone, che dopo quelle vittorie lo riconosceva legittimo re, Andrisco cinse il diadema regale a Pella e si proclamò re Filippo VI, figlio di Perseo.
Iniziò una cauta politica riformista a favore del popolo e stipulò un'alleanza strategica con Cartagine (la città-stato africana stava infatti combattendo in quegli anni la Terza guerra punica).
Nel frattempo Roma non rimase a guardare: inviò una legione, comandata dal pretore Publio Iuvenzio, con il compito di destituire Andrisco e di impedirgli eventuali politiche espansionistiche; Publio Iuvenzio fallì però nell'impresa e, morendo in un combattimento in Tessaglia non appena arrivato in Grecia, permise ad Andrisco di invadere anche la Tessaglia, ricreando un Regno di Macedonia di una certa estensione.
Solo un anno dopo però, nel 148 a.C., la sorte sembrò voltare le spalle ad Andrisco: Roma decise che era giunta l'ora di concludere quell'avventurosa esperienza e, approfittando del fatto che lo stesso Pseudofilippo stava perdendo popolarità presso i ceti popolari (le fonti antiche dicono che il regno di Andrisco fu segnato dalla crudeltà e dall'estorsione), Roma inviò in Macedonia un grosso esercito comandato dal pretore Quinto Cecilio Metello, sostenuto anche dalla flotta pergamena del re Attalo II.
Andrisco dovette arrendersi alla superiorità dell'esercito romano e venne sconfitto nella seconda battaglia di Pidna; decise quindi di ritirarsi in Tracia, in uno dei regni dei suoi principi alleati, nel disperato tentativo di riorganizzare le sue forze. Metello lo inseguì, sconfinando in Tracia, e infine lo catturò.

## Epilogo

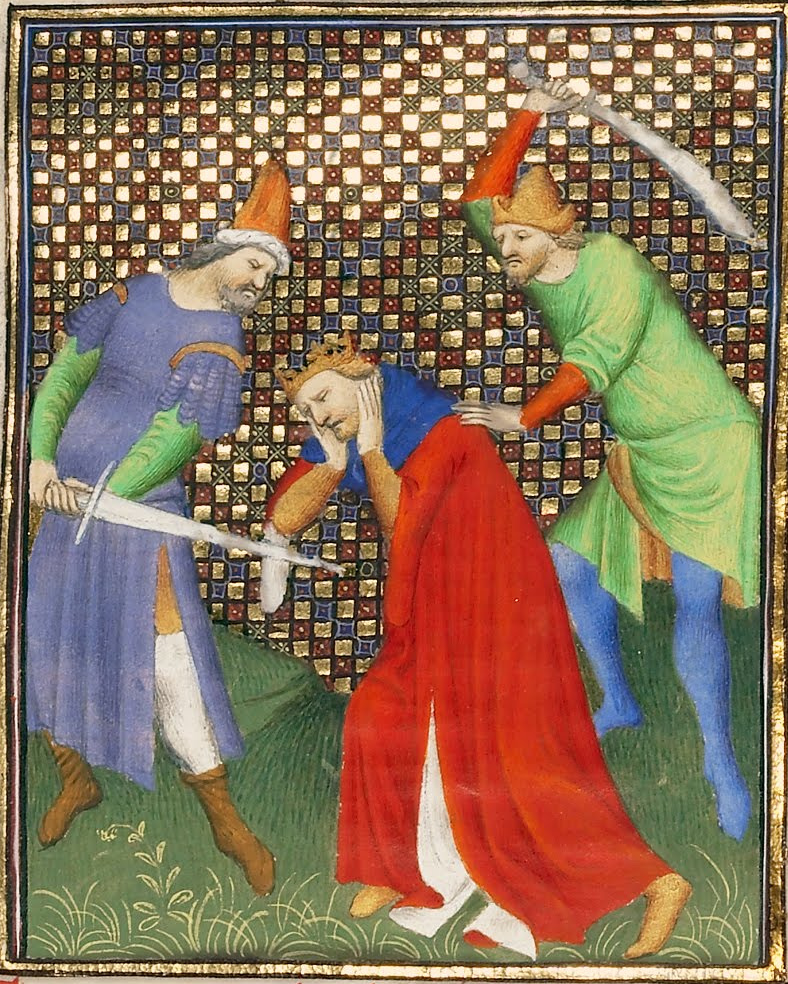
Morte del "falso Filippo" in una miniatura del XV secolo.

Condotto a Roma, Andrisco fu condannato a morte. Metello, come Lucio Emilio Paolo prima di lui, acquisì il cognomen di Macedonico proprio grazie a questa fortunata campagna, con la quale finì l'indipendenza della Macedonia, che dal 147 a.C. assunse lo status di provincia romana.